# Partit Rural Finlandès
El Partit Rural Finlandès (en finès: Suomen maaseudun puolue, SMP) va ser un partit polític agrarista i populista de Finlàndia. Va començar com una facció escindida de la Lliga Agrària el 1959 com a Partit dels Petits Camperols de Finlàndia (Suomen Pientalonpoikien Puolue), i va ser liderat en bona mesura (1959-1979) per Veikko Vennamo, un exdiputat de la Lliga Agrària conegut per la seva oposició a la política del president Urho Kekkonen.
El suport al partit va assolir el seu punt més alt a les dècades de 1970 i 1980, amb una quota de vots que va arribar al voltant del 10 per cent en algunes eleccions parlamentàries. Entre 1983 i 1990, el partit va participar en dos governs de coalició. A la dècada de 1990, el partit va tenir problemes financers i va cessar activitats el 1995, dissolt formalment el 2003. Va ser succeït pel Partit dels Finlandesos.

## Història
Durant els anys cinquanta, les relacions entre el conegut diputat i exministre Veikko Vennamo i l'home fort de la Lliga Agrària, Urho Kekkonen, van ser tenses degut les diferències polítiques entre ambdós, així com amb altres personalitats del partit com el Secretari Arvo Korsimo. Així, Vennamo mantenia una dinàmica personalista i independent de la línia oficial de la Lliga Agrària, però a causa del seu carisma va continuar a les llistes del partit a les eleccions legislatives de 1958, sent escollit diputat en una nova legislatura. Tanmateix, poc després va ser expulsat del grup parlamentari durant un període determinat. Després d'això, va considerar que la relació estava trencada i va començar a construir una nova organització.
D'aquesta manera, Vennamo i la seva facció crearien el Partit dels Petits Camperols de Finlàndia el 30 de desembre de 1958, celebrant-se la reunió fundacional el 9 de febrer de 1959 a Pieksämäki, on s'escolliria a Vennamo com el seu dirigent. A finals d'any el nou partit mantenia ja més de 200 sucursals a tot el país, editant el diari Pientalonpoika. El suport nacional del SPP es va mesurar per primera vegada a les eleccions municipals de 1960; el partit va presentar candidats a 220 municipis, sent escollits 359 regidors en 139 ajuntaments. Els resultats, però, es van considerar decebedors en comparació amb les expectatives generades, sensació que es va repetir a les eleccions legislatives de 1962 quan es van quedar fora de l'Eduskunta per 27 vots amb el 2.1%.
Els pobres resultats es van sumar a les continues crítiques internes envers el que consideraven "mètodes antidemocràtics" de la direcció del partit i més concretament de Vennamo. Ja a les pròpies eleccions de 1962 es presentaria una candidatura pròpia de l'oposició del SPP mentre que d'altres retornarien a la Lliga Agrària. Després de la derrota, Vennamo seria baixa per malaltia i els empleats de l'oficina del partit van ser acomiadats fruit de la crisi financera generada, forçats a acceptar lletres de canvi dels seus membres i avaluant una possible dissolució.
A principis de 1963, Vennamo va tornar a la política amb una nova estratègia. Van reorientar el discurs, que fins llavors era una crítica específicament a la Lliga Agrària, ampliant-la cap als anomenats vells partits, és a dir estés al SPD i el KOK, erigint-se així en una força reformadora i antiestablishment. Alhora, mentre la Lliga Agrària modificaria el seu nom a Partit del Centre, el SPP modificaria el seu  a Partit Rural Finlandès el 1966. Al mateix any, tot i obtenir la meitat de suport que a les darreres eleccions, aquesta vegada aconseguirien un diputat, el propi Vennamo, que tornaria així a l'Eduskunta revitalitzant el partit.
El SMP va obtenir un bon rendiment a les eleccions presidencials i municipals de 1968, el que va possibilitar que al 1970 el partit aconseguís el 10.5% i 18 diputats al Parlament, amb els millors resultats a Carèlia del Nord i Savo del Nord, el que actualment comprèn el districte electoral de Savo-Carèlia, a l'est de Finlàndia. A les següents eleccions el partit aconseguiria mantenir-se, tot i reduir-se el suport en més d'un 1%.

### Crisi interna
Durant la primavera i l'estiu de 1972, van començar a aparèixer signes d'un esperit creixent de rebel·lió contra Vennamo al grup parlamentari del SMP. Els desacords interns es van revelar a finals de juliol, quan es va fer pública una carta signada per un total de 12 diputats i dirigida al proper congrés del partit, en què s'acusava en termes contundents el president Vennamo de ser autocràtic i impossibilitar els pactes amb altres formacions. El 8 de setembre del mateix any va acabar esclatant la situació amb el trencament del Grup Parlamentari fruit de l'expulsió de dos diputats (Mauno Kurpa i Heikki Kainulainen) i la suspensió d'uns altres dos membres (Lauri Linna i Artturi Niemelä). L'oposició considerava que les decisions eren contràries a les normes del partit, ja que només el propi grup parlamentari podia prendre aquestes decisions, i va exigir que fossin derogades. La junta del partit dirigida per Vennamo no hi va estar d'acord; el 7 d'octubre va considerar que els diputats de l'oposició havien dimitit del partit i va declarar que el grup restant de sis representants era l'únic grup parlamentari legal del SMP. Els dissidents van formar el seu propi Grup Parlamentari el 24 d'octubre i van crear al desembre el Partit de la Unitat Popular Finlandesa (SKYP).
A finals d'octubre de 1972, el Parlament, a proposta del Consell de Portaveus, va suspendre Vennamo durant dues setmanes després que acusés a aquest i els funcionaris parlamentaris d'afavorir l'oposició del partit i de violar els seus deures oficials. Aquesta mesura disciplinària interna, la més severa del Parlament, només s'havia utilitzat dues vegades en tota la història del Parlament unicameral; posteriorment es va aplicar tres vegades, a més de Vennamo, als seus companys de partit Rainer Lemström i J. Juhani Kortesalmi, quan el Parlament va considerar que el seu comportament havia superat els límits de la decència. El maig de 1974, dos acomodadors van treure Vennamo de la cambra després que hagués estat suspès durant dues setmanes de nou i es negués a abandonar-la voluntàriament.
Com a conseqüència de la crisi i el paper exercit al Parlament, les eleccions legislatives de 1975 van suposar un daltabaix per al SMP, perdent pràcticament tota la representació amb només dos diputats, mentre que l'antiga oposició del partit, el SKYP, aconseguiria un sol diputat, el qual va desertar al Partit del Centre a la primavera de 1977.

### Canvi de lideratge
Durant la legislatura es tornarien a reforçar un cop el SKYP s'anava apagant i es recuperava la unitat interna. Al 1979 el fill de Vennamo, Pekka Vennamo, assumiria les regnes del partit, mentre el pare passava a President Honorari. Pekka Vennamo era gairebé tot el contrari del seu pare en caràcter, tranquil i conciliador. La situació de canvi i recuperació es reflexaria a les eleccions legislatives de 1979, pujant de nou fins als 7 diputats, i de nou a les eleccions de 1983, arribant als 17 diputats amb un discurs anticorrupció, molt a prop del màxim històric propi.
Pekka Vennamo va possibilitar una vella reivindicació de la llavors oposició interna al seu pare, facilitar pactes amb altres formacions, el que portaria al partit per primera vegada a entrar en un govern de coalició en el quart gabinet de Kalevi Sorsa, acceptant les condicions d'aquest: rebujtar qualsevol paper pel seu pare i mantenir la línia de govern progressista. Malgrat Pekka ho va complir i el partit va mantenir-se al govern durant tota la legislatura, el seu pare liderava el grup parlamentari amb un perfil encara d'oposició, desviant-se dels acords, del govern i del propi partit.
El conflicte generacional va arribar al propi Parlament, amb un enfrontament públic entre pare i fill, en el qual Pekka Vennamo acusava al pare de ser un líder a l'ombra del partit, de menystenir la direcció, i va amenaçar de dimitir com a president. La crisi es va resoldre el juliol de 1986, quan Veikko Vennamo va deixar el lideratge del grup parlamentari i ja no es va presentar com a candidat a les següents eleccions. Tanmateix, el desgast produït pel pare va portar a un descens del suport, aconseguint només 9 diputats, entrant però al govern de coalició de Harri Holkeri.
El propi Pekka Vennamo va deixar la política quan va esdevenir director general de l'Administració de Correus i Telecomunicacions a la tardor de 1989. Després que els Vennamo abandonessin l'escena política, el partit ja no tenia un líder carismàtic que pogués atreure els votants, i els nous presidents canviaven amb freqüència. Es va escollir un nou primer líder, el diputat Heikki Riihijärvi, que impulsaria un canvi de discurs amb un component antiinmigració, abandonant el govern a l'agost de 1990 durant les negociacions pressupostàries.

### Divisions i final
A les eleccions de 1991 perdrien de nou dos diputats, baixant fins als 7 representants. Durant la legislatura el partit patiria una enorme crisi interna que arrossegaria fins al punt de produir-se una divisió del Grup Parlamentari en tres faccions: el Front Finlandès (SR) de l'expresident Heikki Riihijärvi, el Grup de Hannu Suhonen (HS) i Parlamentaris No Afiliats (SitK) liderat per l'expresidenta del partit Tina Mäkelä. El SMP només mantindria tres diputats, que a les eleccions legislatives de 1995 va passar a un sol escó.
A mitjans de la dècada de 1990, el partit va patir problemes financers aclaparadors, amb la fallida de l'empresa vinculada als diaris del partit al 1995, arrossegant inevitablement al propi SMP. La junta del partit va decidir declarar-se en fallida el 17 de maig del mateix any entre acusacions creuades. Després que es confirmés la fallida, la direcció va decidir establir el nou Partit dels Finlandesos, registrat a l'octubre. Com que el SMP no va sol·licitar l'exclusió del registre del partit, va romandre formalment fins al 2003. Els procediments legals relacionats amb la fallida van continuar fins a principis dels anys 2000.

## Resultats electorals

### Eleccions legislatives
| Any  | Vots    | Vots  | Escons   | Escons | Pos. | Govern            |
| Any  | Núm.    | %     | Núm.     | ±      | Pos. | Govern            |
| ---- | ------- | ----- | -------- | ------ | ---- | ----------------- |
| 1962 | 49,773  | 2.16  | 0 / 200  | Nou    | 8è   | Extraparlamentari |
| 1966 | 24,351  | 1.03  | 1 / 200  | 1      | 8è   | Oposició          |
| 1970 | 265,939 | 10.49 | 18 / 200 | 17     | 5è   | Oposició          |
| 1972 | 236,206 | 9.16  | 18 / 200 | =      | 5è   | Oposició          |
| 1975 | 98,815  | 3.59  | 2 / 200  | 16     | 7è   | Oposició          |
| 1979 | 132,457 | 4.58  | 7 / 200  | 5      | 6è   | Oposició          |
| 1983 | 288,711 | 9.69  | 17 / 200 | 10     | 5è   | Coalició          |
| 1987 | 181,938 | 6.32  | 9 / 200  | 8      | 5è   | Coalició          |
| 1991 | 132,133 | 4.85  | 7 / 200  | 2      | 7è   | Oposició          |
| 1995 | 36,185  | 1.30  | 1 / 200  | 6      | 10è  | Oposició          |

### Eleccions presidencials (indirectes)
| Any  | Candidat                | Vots    | %     | Electors | +/- | 1a volta  | 2a volta  | 3a volta | Resultat |
| ---- | ----------------------- | ------- | ----- | -------- | --- | --------- | --------- | -------- | -------- |
| 1968 | Veikko Vennamo          | 231,282 | 11.35 | 33 / 300 | Nou | 33 / 300  | N/D       | N/D      | Derrota  |
| 1978 | Veikko Vennamo          | 114,488 | 4.68  | 10 / 300 | 23  | 10 / 300  | N/D       | N/D      | Derrota  |
| 1982 | Veikko Vennamo          | 71,947  | 2.26  | 1 / 300  | 9   | 1 / 300   | N/D       | N/D      | Derrota  |
| 1988 | Suport a Mauno Koivisto | 120,043 | 4.02  | 7 / 300  | 6   | 144 / 300 | 189 / 300 | N/D      | Elegit   |

### Eleccions presidencials (directes)
| Any  | Candidat        | 1a volta | 1a volta   | 1a volta | 2a volta | 2a volta | 2a volta |
| Any  | Candidat        | Vots     | %          | Pos.     | Vots     | %        | Resultat |
| ---- | --------------- | -------- | ---------- | -------- | -------- | -------- | -------- |
| 1994 | Sulo Aittoniemi | 30,622   | 0,96 / 100 | 10è      |          |          | Derrota  |

### Eleccions locals
| Any  | Vots    | %     | Escons |
| ---- | ------- | ----- | ------ |
| 1960 | 52.524  | 2,68% | 359    |
| 1964 | 30.683  | 1,43% |        |
| 1968 | 165.139 | 7,29% | 910    |
| 1972 | 125.061 | 5,00% | 646    |
| 1976 | 56.091  | 2,09% | 245    |
| 1980 | 83.265  | 3,04% | 348    |
| 1984 | 142.474 | 5,28% | 639    |
| 1988 | 95.258  | 3,62% | 453    |
| 1992 | 64.880  | 2,44% | 354    |